# Bégaszentes
Bégaszentes (románul: Sintești) település Romániában, a Bánságban, Temes megyében.

## Fekvése
Temesvártól keletre, Lugostól északkeletre, a Béga jobb partján, Zorány és Temeres közt fekvő település.

## Története
Bégaszentes nevét 1511-ben Senthes néven említette először oklevél.
1597-ben Sentest, 1612-ben pr. Zintest, 1616-ban Szentesd, 1723-ban Zintiest, 1796-ban Szintiest, Szentes néven írták.
1910-ben 935 lakosából 11 magyar, 924 román volt. Ebből 12 római katolikus, 922 görögkeleti ortodox volt.
A trianoni békeszerződés előtt Krassó-Szörény vármegye Marosi járásához tartozott.

## Hivatkozások

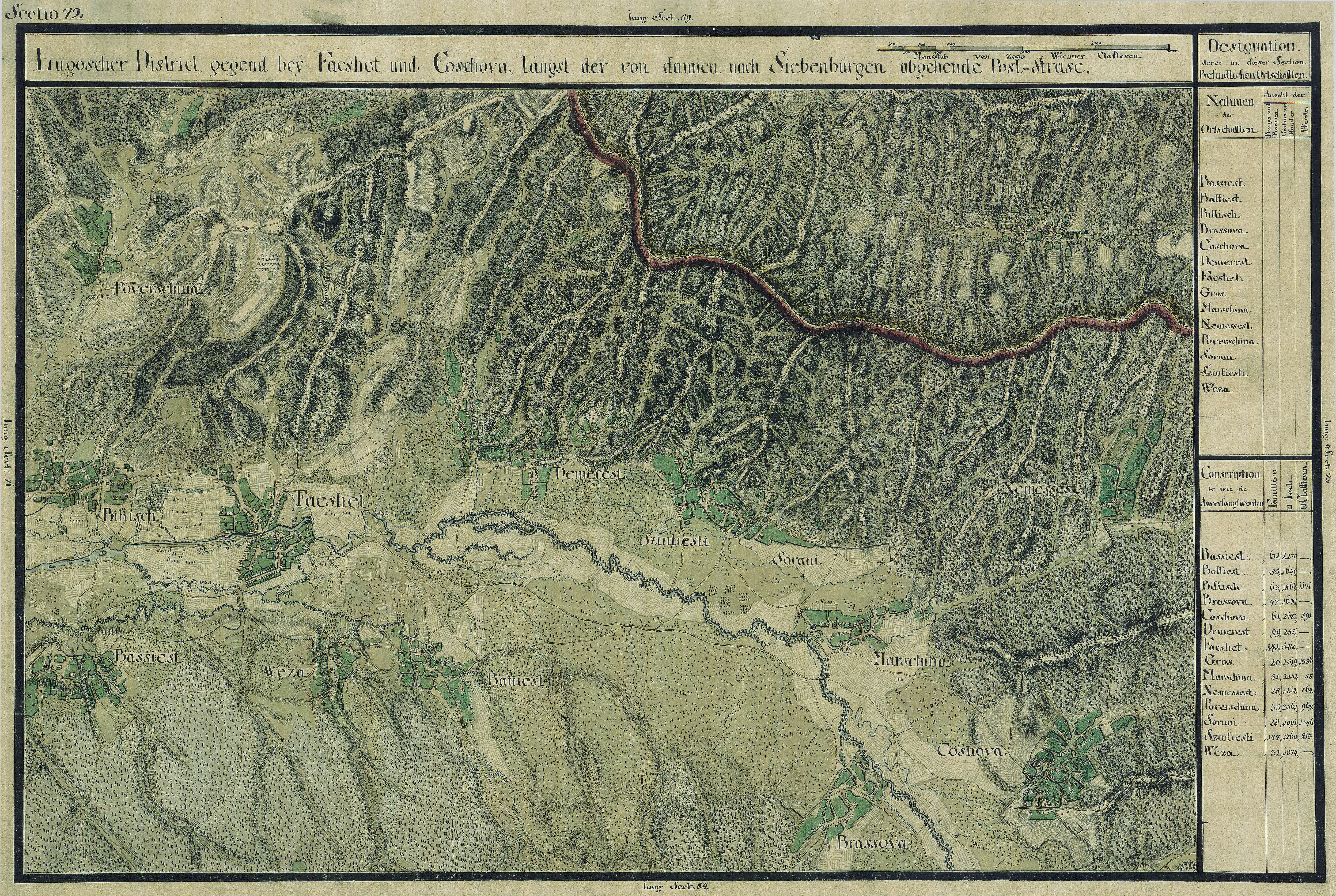
Bégaszentes egy régi térképen